# Friedrich Georg Wilhelm von Struve
Friedrich Georg Wilhelm von Struve (russisk: Васи́лий Я́ковлевич Стру́ве tr. Vasilij Jakovlevitj Struve ; født 15. april 1793 i Altona i hertugdømmet Holsten (da i personalunion med Danmark og Norge), død 23. november 1864 i Pulkovo ved Sankt Petersborg) var en tyskbaltisk astronom, som er kendt for sit arbejde i Baltikum og Rusland.

## Liv
15 år gammel begyndte han i 1808 at studere klassisk filologi ved universitetet i Dorpat (Tartu). Efter nogle semestre skiftede han til matematik og astronomi og tog doktorgraden i 1813. Allerede samme år blev han professor i astronomi ved stjerneobservatoriet i Dorpat, som kort før var bygget af den tyskbaltiske universitetsbygmester, og som havde verdens mest avancerede stjernekikkert. Mellem 1814 og 1821 underviste han også i matematik, og i 1818 blev han direktør for observatoriet. Da hans bror Ludwig August døde i 1828, fik han broderens myndling, den senere filolog Theodor Struve, til Dorpat. I 1829 avancerede Struve til kollegieråd, og to år senere til virkelig statsråd. Med denne befordring fulgte automatisk ophøjelse i adelstanden. I 1832 han blev han medlem af Videnskabsakademiet i Sankt Petersborg og 1839—1863 direktør for observatoriet i Pulkovo, der blev bygget under hans ledelse 1834—1839. Da det nye observatorium i Pulkovo blev indviet i 1839, blev Struve dets første direktør, en stilling han havde til 1862. I 1845 deltog han i grundlæggelsen af det russiske geografiske selskab. I 1856 blev han udnævnt til gehejmeråd. 1862 overgav han ledelsen af observatoriet til sin søn, astronomen Otto Wilhelm von Struve.

## Forskning
I sine tre hovedværker:
- Catalogus novus (Dorpat 1827), der indeholder en fortegnelse over 3112 dobbeltstjerner fra nordpolen til 15° sydlig deklination, hvoraf de fleste hidtil var ukendte,
- Stellarum duplicium et multiplicium mensuræ micrometricæ (Sankt Petersborg 1837), der indeholder nøjagtige målinger af distance og positionsvinkel for 2714 dobbeltstjerner og
- Stellarum fixarum positiones mediæ (Sankt Petersborg 1852), der giver den nøjagtige position af 2874 stjerner bestemt med meridiancirklen i Dorpat, har Struve meddelt alt, hvor der på hans tid var kendt vedrørende dobbeltstjerner, og de arbejder vil til sene tider være kildeskrifter for alle videregående forskning på området. I Dorpat udgav han tillige Observationes Dorpatenses (8 bind, Dorpat 1817—1839). I Pulkovo, hvor Struve har sat sig et varigt minde ved den omhu, hvormed han på alle måder gjorde dette observatorium til et centralpunkt for al astronomisk og geografisk forskning inden for det russiske rige, fortsatte han med bedre optiske midler sine arbejder over dobbeltstjerner og har i Catalogue de 514 étoiles doubles etc. (1843) meddelt resultaterne af sine studier.[2]

Ved siden af gik han i gang med at bestemme på ny aberrationskonstanten: Sur le coefficient Constant dans l'aberration des étoiles fixes (1843), og han havde til hensigt at fortsætte disse observationer gennem en hel måneknudeperiode for at bestemme tillige nutationskonstanten. Dette arbejde fik han ikke gjort færdigt.
Han bestemte Pulkovos længde til Altona og Greenwich ved kronometeroverførelse: Expedition chronométrique entre Poulkova et Altona (1844 og 1846). I sin Déscription de l'observatoire astronomique central de Pulkova (1845) har han indgående diskuteret de af datidens første optikere og mekanikere til observatoriet leverede hovedinstrumenter, i hvis konstruktion Struve har vist sig som sin tids største praktiske astronom, ligesom de resultater, som de følgende årtiers benyttelse af disse instrumenter har givet, har været fundamentale inden for konstellationsastronomi. Det var denne gren, Struve hovedsagelig tog sigte på som den, man kunne have det meste udbytte af at arbejde med ved et observatorium, som lå i en egn af jorden, hvor størstedelen af vinteren ikke kunne bruges på grund af streng kulde eller vedvarende overskyet vejr, og den bedste tid af sommeren gik tabt på grund af de lyse nætter.
Ved siden af disse arbejder har Struve som geodæt også præsteret monumentale arbejder. Hans Breitengradmessung in den Ostseeprovinzen (2 bind, 1831), udført 1822—1827, og hans meridiangradmåling fra Donaus munding til Fuglenes ved Hammerfest udført sammen med Christofer Hansteen og den svenske astronom Nils Haqvin Selander (1804—1870): Arc du méridien de 25° 20′ entre le Danube et la mer glaciale mesuré depuis 1816 jusqu'en 1856 (2 bind, 1857 og 1860) hører til de geodætiske kildeskrifter.

## Værker
- F. G. Wilhelm von Struve: Observationes Dorpatenses (Dorpat, 8 bind, 1817-1839)
- F. G. Wilhelm von Struve: Catalogus novus stellarum duplicium (Dorpat, 1827)
- F. G. Wilhelm von Struve: Breitengradmessung in den Ostseeprovinzen (2 bind, 1831)
- F. G. Wilhelm von Struve: Stellarum duplicium et multiplicium mensuræ micrometricæ (Sankt Petersborg 1837)
- F. G. Wilhelm von Struve: Catalogue de 514 étoiles doubles etc. (1843)
- F. G. Wilhelm von Struve: Expedition chronométrique entre Poulkova et Altona (1844 og 1846)
- F. G. Wilhelm von Struve: Catalogue de 514 étoiles doubles etc. (1843)
- F. G. Wilhelm von Struve: Sur le coefficient Constant dans l'aberration des étoiles fixes (1843)
- F. G. Wilhelm von Struve: Déscription de l'observatoire astronomique central de Pulkova (1845)
- F. G. Wilhelm von Struve: Stellarum fixarum, imprimis compositarum positiones mediae (Sankt Petersburg, 1852)
- F. G. Wilhelm von Struve: Arc du méridien de 25° 20′ entre le Danube et la mer glaciale mesuré depuis 1816 jusqu'en 1856 (1857 og 1860)

## Hædersbevisninger og udmærkelser
- 1826 – Royal Astronomical Societys guldmedalje